# Massimo Teglio
Massimo Teglio (Genova, 2 agosto 1900 – Genova, 28 gennaio 1990) è stato un aviatore italiano responsabile della Delasem per il nord Italia dal 1943 al 1945.

## Biografia
Il padre Roberto era proprietario a Genova con i fratelli della ditta di inscatolamento del pesce Fratelli Teglio, poi Icat Food, fondata nel 1850 dal nonno Laudadio Teglio, originario di Modena. Laudadio, che ebbe tredici figli, avviò un commercio di pesce con inscatolamento di sardine in fabbriche da lui costruite in Inghilterra a Polperro, Looe e Plymouth, in seguito gestite dal figlio Guglielmo (1861-1926) che si trasferì a Plymouth.
La famiglia Teglio, di origine ebraica sefardita, era presente a Modena dall'inizio del 1700 con il cognome Telio, probabilmente trasformazione del cognome Telo, presente tra gli ebrei in Spagna prima della espulsione che si ebbe in quel paese.
Nel 1917, durante la prima guerra mondiale, Teglio si offrì volontario per la nuova aviazione militare e partecipò a una scuola di pilotaggio, ma non riuscì a diventare pilota prima della fine della guerra mondiale. Inizialmente lavorò nella ditta di famiglia, ma poi la lasciò per seguire la propria passione di pilota d'aerei e idrovolanti. A Genova fondò il circolo aviatori.
Fu amico di Italo Balbo, con cui aveva volato, e partecipò per tre volte a Tripoli alle esibizioni aeree organizzate dal governatore della Libia italiana. Balbo lo salutò calorosamente in pubblico nel corso della sua ultima visita a Genova nel 1939, dopo la proclamazione delle leggi razziali, per dare un segnale della propria simpatia per gli ebrei.
Con l'arrivo dei nazisti a Genova nel settembre del 1943, si attivò per aiutare gli ebrei perseguitati con l'aiuto della chiesa. Nonostante la taglia messa dai fascisti su di lui di un milione di lire, riuscì con falsi documenti e grazie alle sue vaste conoscenze a sfuggire alla cattura e fu definito "primula rossa" degli ebrei. Dopo la fuga in Svizzera di Lelio Vittorio Valobra, divenne responsabile per l'Italia settentrionale della Delasem, Delegazione per l'Assistenza agli ebrei Emigranti, con sede centrale a Genova, grazie al sostegno dell’arcivescovo di Genova cardinale Pietro Boetto e del suo segretario don Francesco Repetto.
Migliorò il sistema della Delasem per fabbricare carte d'identità false utilizzando intestazioni ufficiali di vari comuni dell'Italia meridionale liberati dagli Alleati e trovando un incisore per fabbricare i timbri per timbrare i documenti. Trovò un sistema sicuro per portare gli ebrei in fuga fino in Svizzera, concordando le partenze con Leo Biaggi de Blasys, rappresentante della Croce Rossa Internazionale in Italia, in modo che non fossero respinti dalle autorità svizzere, e individuando un punto sicuro per attraversare il confine presso una tenuta nella zona del comune di Lieto Colle. Con l'aiuto di don Francesco Repetto riuscì a portare a Genova e poi in Svizzera molti ebrei stranieri fuggiti dalla Francia nella zona di Borgo San Dalmazzo dopo il ritiro delle truppe italiane dopo l'Armistizio di Cassibile dell'8 settembre 1943.
Dopo essere entrato in clandestinità, cambiò spesso abitazione a Genova e cercò di non avere orari precisi, si tagliò le sopracciglia e si mise a portare occhiali. Rischiò di morire sotto i bombardamenti alleati del 19 maggio 1944 per una bomba caduta sull'arcivescovado, mentre si trovava lì in attesa di don Repetto. Teglio preparò anche i documenti falsi per il prete genovese Giacomo Lercaro, futuro arcivescovo di Bologna, per farlo scappare essendo anch'egli ricercato dai tedeschi.
Fu aiutato nell'opera di ricostruzione della rete della Delasem nel 1944 da Achille Malcovati, importante uomo di affari milanese direttore della centrale del latte di Genova e legato alla chiesa cattolica di Genova. Teglio si trasferì nell'ottobre del 1944 a Milano, alloggiando nella casa di Malcovati con documenti falsi e operando come suo autista, dato che Malcovati aveva molte automobili e camion con permessi tedeschi. In tal modo poteva distribuire il denaro della Delasem a coloro che nascondevano gli ebrei, acquistando formaggi e burro.
Riuscì a nascondere la figlia Nicoletta facendola ospitare grazie a don Repetto nel convento del Sacro Cuore a Sturla, protesse i genitori e due sorelle Laura e Emma con il marito Bruno Debenedetti e i figli Franco e Sergio nascosti a Morbello in Piemonte, in un rustico di proprietà di un poliziotto in pensione, mentre la sorella Margherita con il marito Achille Vitale e i giovani figli Claudio e Lia Vitale furono arrestati il 5 novembre 1943 a Montecatini, deportati e uccisi ad Auschwitz.
Salvò l'azienda di famiglia dall'"arianizzazione" forzata cambiandole nome in Copeco, intestandola alla figlia che era cattolica e nominando amministratore dell'azienda Giorgio Parodi, importante uomo d'affari di Genova e suo amico nell'Aeroclub.
L'attività di Massimo Teglio è stata documentata dal libro di Alexander Stille Uno su Mille, cinque famiglie ebraiche durante il fascismo nel capitolo Il Rabbino, il prete e l'aviatore: una storia di salvataggio a Genova ed è stata oggetto di uno sceneggiato su Canale 5 Fuga per la libertà – l’aviatore dove è impersonato da Sergio Castellitto, andato in onda il 25 gennaio 2008, girato con la consulenza del nipote Franco Debenedetti Teglio che lo aveva ben conosciuto.
Il 27 gennaio 2002 Massimo Teglio ha ricevuto alla memoria, consegnato alla figlia, l'onorificenza del Grifo d'argento della Città di Genova conferito dal Comune di Genova.